# Ruta Provincial E 98 (Córdoba)
La Ruta Provincial E-98, popularmente conocida como Camino del Cuadrado, es una ruta ubicada en la región de las Sierras Chicas, en la provincia de Córdoba, en la República Argentina, que data de principios del año 1900, y está íntimamente relacionada con la ruta  RP E-57 , que fuera la primigenia obra de este trazado.

## Trazado original y construcción
Su trazado primigenio, unía las ciudades de La Falda con Río Ceballos y Salsipuedes. Era popularmente conocida con el nombre de Camino del Cuadrado, ya que, en cercanías de La Falda, su trazado, pasaba junto a este cerro. Su extensión era de poco más de 30km y se podía acceder a ella, desde el oeste, tomando la Avenida Eden hacia el este y en el otro extremo, se podía acceder a la ruta, desde la ciudad de Rio Ceballos por un camino de ripio luego de trasponer el Dique La Quebrada y la localidad de Colanchanga, o desde la ciudad de Salsipuedes, por la Avenida Sabattini hacia el oeste.
Su construcción fue diagramada y realizada por cuenta y orden de quienes construyeran el Hotel Eden, a pico y pala, con la intención de lograr que aquellos adinerados de Córdoba, pudieran acceder fácilmente al hotel.
Su recorrido era un trazado típico de montaña, por lo que no era un trayecto fácil de sortear. Ascendía a casi 1.300 m s. n. m., lo que implicaba fuertes vientos, bajas temperaturas, no había refugios, y tanto el ascenso como descenso, eran por zonas de precipicios y con curvas cerradas que dificultaban la conducción en forma extrema.
Si bien no era la única forma de alcanzar el Hotel de gran categoría, ya que por aquellos años, no existía la  RN 38 , tal como existe en la actualidad, y existía el trazado del ferrocarril, llegar al hotel era una labor extenuante.

## Nuevo trazado y pavimentación
En el año 2011, este camino comenzó a ser sistematizado en toda su extensión, y aunque fue inaugurado en julio de 2011, el trazado definitivo quedó culminado en el año 2012. Esto permitió que se transforme en una vía de acceso rápido a la región centro y norte del Valle de Punilla, evitando la gran congestión de tránsito que actualmente afecta a la región centro y sur del valle.
Si bien el camino sistematizado respeta en gran parte del recorrido al camino original de ripio, al momento de realizar la sistematización se realizaron dos variaciones:

### Descenso hacia el oeste
El ascendo/descenso desde y hacia el valle de Punilla, que en el trazado original se producía hasta la localidad de La Falda y que era particularmente escarpado ya que tenía la mayor gradiente del trayecto así como una serie de curvas cerradas, y carecía de un ancho acorde, se optó por apartarse de la traza original desde un sector cercano a la estancia El Silencio, y descender por el valle del río Vaquerías, hasta desembocar en la localidad de Valle Hermoso.
Desde su planificación, esta variación tuvo fuertes críticas de diversos sectores, tanto por el impacto ambiental que la ruta produciría sobre la Reserva natural Vaquerías, como por problemas de índole hídrico y geológico, ya que expertos en la materia afirmaban que el terreno no era apto para construir un camino debido no solo a la inestabilidad del suelo, sino también a la presencia de gran cantidad de escorrentías de aguas subterráneas. Aun así, el trazado se diagramó y construyó, no sin presentar gran cantidad de problemas luego de la inauguración, al punto de que un sector completo debió ser cerrado al tránsito en repetidas ocasiones para costosas y difíciles reparaciones (uno de ellos fue un cierre de 6 meses durante el segundo semestre de 2016).
La antigua traza que desembocaba en La Falda, y que estuvo en desuso durante algunos años, en 2016, debió ser acondicionado para ser utilizado como vía alternativa, durante el tiempo que duraron los trabajos de reparación del nuevo camino.

### Descenso hacia el este
En el punto del ascenso/descenso desde el Este, el camino alcanza el km 23 de la  RP E 53 , sin embargo también se puede acceder a este camino, desde la zona central de Rio Ceballos, tomando por la avenida Sarmiento o por la avenida Alem.
La tercera opción, es tomar la avenida San Martín, y continuar por ella hasta alcanzar el Dique La Quebrada, y continuar por un camino de tierra que atraviesa la pequeña localidad de Villa Colanchanga, y luego alcanzar el camino en el paraje 'La Estancita'. Este último era uno de los primigenios descensos hacia el este.
En la localidad de Salsipuedes, la conexión entre la ruta y el camino, se hace por Avenida Sabattini. Allí el camino se desvía de la traza original haciendo un rodeo hacia el sur, prolongando el trayecto en 600 metros pero evitando un sector de pendiente y curvas cerradas. El desvío se produce desde 31°7′16.80″S 64°20′1.42″O / -31.1213333, -64.3337278 hasta 31°7′26.19″S 64°20′45.81″O / -31.1239417, -64.3460583
La traza original en este punto quedó completamente en desuso y en 2016 se encontraba casi convertida en una huella.

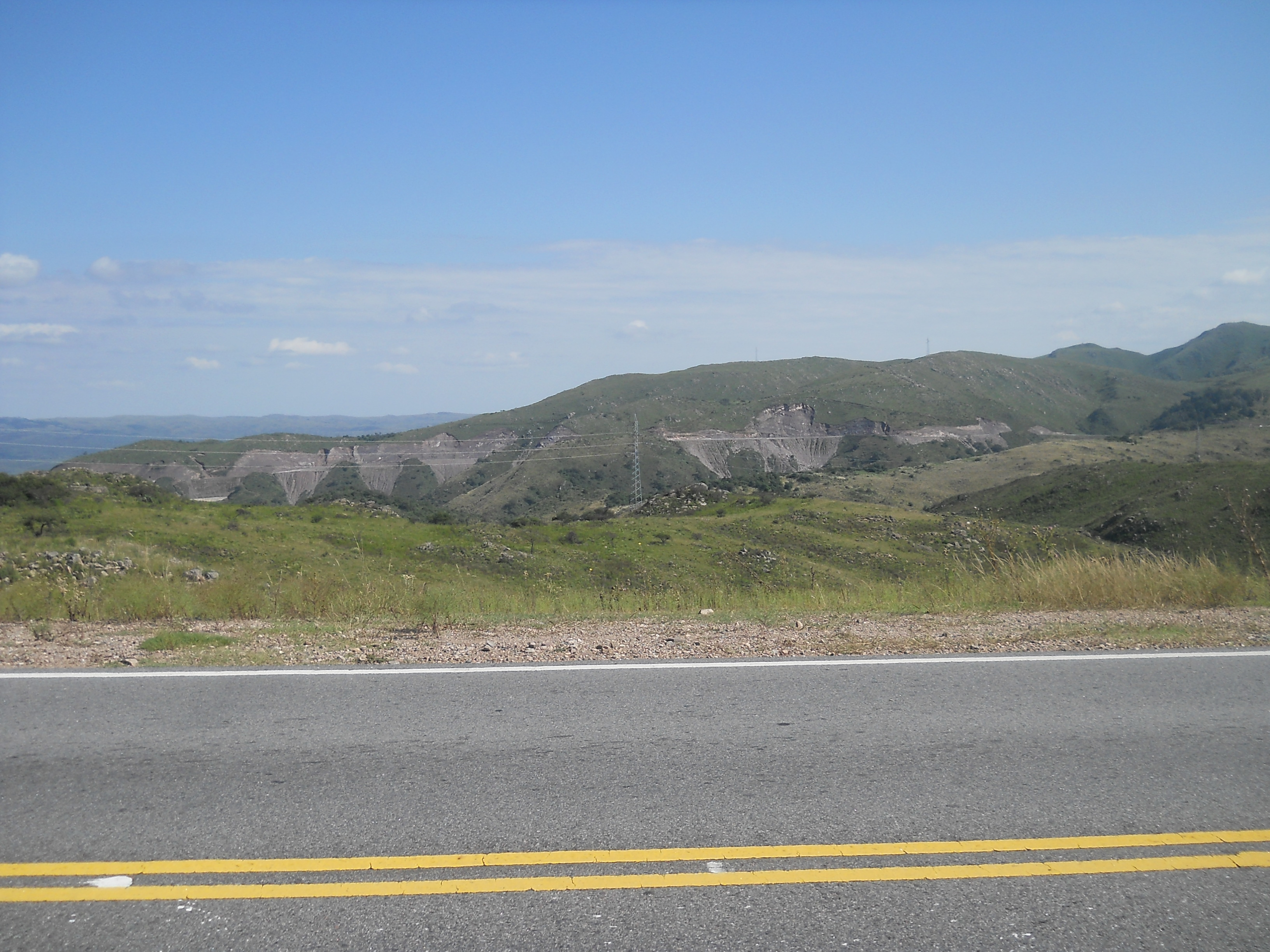
Vista del camino desde un punto panorámico hacia el oeste

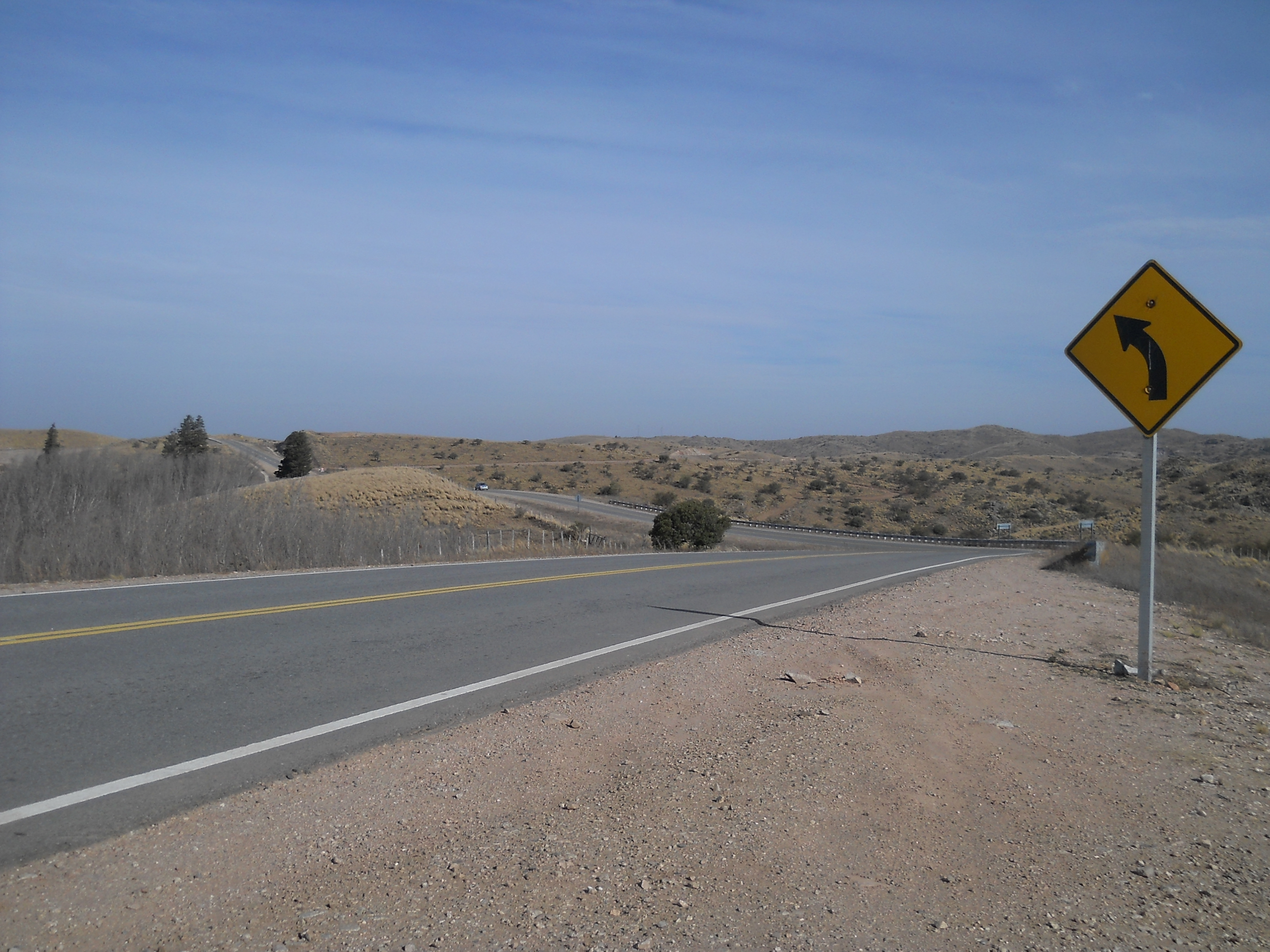
Camino del Cuadrado en la alta montaña, hacia el Este

## NOTAS
1. ↑   El kilometraje fue tomado del amojonado en ruta. En caso de ausencia de los mismos, se calculó según información disponible en Internet, o verificación in situ .